# Phyllanthe à collier roux
Turdoides rufocinctus
Espèce
Synonymes
- Lioptilus rufocinctus

Statut de conservation UICN

 EN  : En danger
Le Phyllanthe à collier roux (Turdoides rufocinctus) est une espèce de passereaux de la famille des Leiothrichidae.

## Distribution
Cet oiseau peuple les forêts d'altitude du rift Albertin.

## Habitat
Il habite les montagnes humides tropicales et subtropicales.
Il est menacé par la perte de son habitat.